# 利吉層
利吉層（Lichi Formation）為臺灣東南部一個標準的混同層，由泥岩填充物夾著許多外來岩塊組成，故又稱利吉混同層（Lichi Mélange），是臺灣位於板塊交界地帶的證據。本地層是臺灣地質學家徐鐵良在1956年調查海岸山脈地質時所命名，因這些物質出現於臺東市東北方的利吉村附近，而稱為利吉層，亦有利吉泥岩、利吉惡地、利吉月世界等俗稱。

## 台灣利吉層
台灣利吉層，沿海岸山脈南段的西麓狹長地帶往北延伸到安通溫泉附近的樂合，長約70公里，寬1至3公里。

## 地理
利吉層屬於混同層的一種，地形上則屬於惡地地形，處於易受地表逕流侵蝕和切割的泥岩層與礫岩層分布區，岩層透水性低，土壤貧瘠，常年無植被覆蓋，而容易因雨崩塌、產生蝕溝。因位處板塊邊界，常有複雜的錯動和剪移、但僅在露頭較好的地方可看到大致層理。他的層面常和剪裂面的方向一致，他的似面狀構造現象的排列則方向隨地而異，具有略呈南北走向與傾角陡峭。厚度1061公尺以上。利吉層主體為泥岩，含有多種火成岩與沉積岩塊。其中基性和超基性的外來岩塊，可能來自深海的海洋地殼，稱做蛇綠岩套，大多具有摩擦痕以及剪移和倒轉的現象，直徑由數公分至數公尺不等，少部分岩塊為1平方公里以上。

## 歷史
利吉層原分布於菲律賓海板塊與歐亞板塊之間的海洋沉積物、海洋地殼物質與火山物質，受板塊擠壓上升至大陸地殼之上。為古代海底盆地被擠出地表後所形成。因堆積海底生物遺骸的沈澱泥層，呈青灰色屬蛇綠岩系。

## 於利吉層上的斷層
- 利吉斷層
- 池上斷層
- 卑南山斷層
- 鹿野斷層

## 相關聯結
- 花東縱谷
- 富里溫泉
- 台灣地質
- 利吉斷層

## 外部連結
- 中國地質學會;國立臺灣大學地質學系; 1982 [民 71]
- 海岸山脈利吉層中沈積岩塊之特性(Some Characteristics Of Sedimentary Blocks In The Lichi Melange, Coastal Range, Taiwan) ;經濟部中央地質調查所,宋國城(Sung, Quocheng; (著) 1991 [民80]
- 利吉層景點登錄  台大地理系王慧玟（页面存档备份，存于）